# Rainbow (Leolaの曲)
「Rainbow」（レインボー）は、Leolaのデビュー・シングル。2016年4月27日にソニー・ミュージックアソシエイテッドレコーズからスペシャル・パッケージ仕様でミュージック・ビデオDVD付の初回生産限定盤、通常盤、期間生産限定盤の3形態で発売された。

## タイアップ
「Rainbow」（レインボー）はTBSテレビ系「王様のブランチ」エンディング・テーマに使用された。

## 収録曲

### 初回生産限定盤【CD+DVD】
CD
1. Rainbow
  - 作詞：Leola　作曲：Nozomu.S，SoichiroK　編曲：Tasuku Maeda　5分07秒
2. Sing for you
  - 作詞：Kelly　作曲・編曲：Yoichiro Nomura　4分16秒
3. Summer time
  - 作詞：Leola，Blue Vintage　作曲：Blue Vintage　編曲：Tasuku Maeda　4分14秒
4. Rainbow（Instrumental）

DVD
- Rainbow Music Video

### 通常盤【CD】
CD
1. Rainbow
2. Sing for you
3. Summer time
4. Rainbow（Instrumental）
5. Sing for you（Instrumental）
6. Summer time（Instrumental）

### 期間限定生産盤【CD】
CD
1. Rainbow